# Скална мишка
Скалните мишки (Apodemus mystacinus) са вид дребни бозайници от семейство Мишкови (Muridae).

## Разпространение
Разпространени са в Близкия изток и на Балканския полуостров, включително в България.